# Jörg Ahmann
Jörg „Vince“ Ahmann (* 12. Februar 1966 in Grevenbroich) ist ein ehemaliger deutscher Volleyball- und Beachvolleyballspieler und heutiger Trainer.

## Leben
Mit seinem Partner Axel Hager gilt er als Pionier des professionellen deutschen Beachvolleyballs in Deutschland. Als erster deutscher Beachvolleyballer überhaupt gewannen sie bei Olympischen Spielen eine Medaille (Bronze 2000 in Sydney). Ihnen zu Ehren erhielt das Beachvolleyballstadion in Timmendorfer Strand, in dem jährlich die deutschen Meisterschaften stattfinden, den Namen Ahmann-Hager-Arena.
Der 1,90 m große Ahmann spielt aktiv Hallenvolleyball seit 1980. Während seiner Studienzeit an der RWTH Aachen spielte er von 1987 bis 1990 in der Studentennationalmannschaft und beim damaligen Zweitligisten Dürener TV, bevor er für mehrere Jahre zur Volleyballabteilung des Hamburger SV (bzw. Hamburger LSV und 1. VC Hamburg) in die erste Bundesliga wechselte. Mit dem 1. VC Hamburg wurde er 1992 Deutscher Pokalsieger. Weitere Stationen waren erneut der Dürener TV, ab dem Jahr 2000 der Eimsbütteler TV und zuletzt der SV Fellbach; sein erstes Beach Turnier bestritt er 1990. Nach seinen letzten deutschen Meisterschaften 2004 hatte er sich kurzzeitig aus dem Profi-Beachvolleyballsport zurückgezogen. Seit dem 1. Juli 2005 ist er U23-Nationaltrainer der deutschen Beachvolleyball-Nationalteams sowie Teammanager Beach und Stützpunktleiter Süd. Seit 2011 spielt Ahmann beim TSV Schmiden wieder Hallenvolleyball, sowohl in der Oberliga Württemberg als auch bei den Senioren, mit denen er mehrfach Deutscher Meister wurde.
Jörg Ahmann ist verheiratet mit der Beachvolleyballspielerin Andrea Ahmann.

## Erfolge
- 1992: DVV-Pokalsieger (mit dem 1. VC Hamburg)
- 1993, 1995–1998: Deutscher Meister (mit Axel Hager)
- 1995, 2001: Beachvolleyballer des Jahres
- 1996: 9. Platz Olympische Spiele in Atlanta (mit Axel Hager)
- 2000: Bronze Olympische Spiele in Sydney (mit Axel Hager)
- 2008: Deutscher Meister Ü36 (mit Lutz Mühlisch)

## Beachvolleyball-Europameisterschaft
- 3. Platz 1994 in Almería
- 2. Platz 1996 in Pescara
- 5. Platz 2004 am Timmendorfer Strand

## World Tour
- 4. Platz Marseille 1994
- 5. Platz Marbella, Berlin, Busan 1995
- 2. Platz Klagenfurt 1997
- 2. Platz Marseille 1998
- 3. Platz Moskau 1998
- 5. Platz Klagenfurt 1998
- 5. Platz Ostende 1998
- 5. Platz Fortaleza 2002